# 常葉大学
常葉大学（とこはだいがく、英語: Tokoha University）は、静岡県静岡市および浜松市浜名区にある私立大学。
学校法人常葉大学によって運営されている。略称は常大（とこだい）、常葉（とこは）。

## 概観

### 大学全体
学校法人常葉学園により、1980年（昭和55年）に常葉学園大学として開学した。2013年4月、浜松大学、富士常葉大学を統合し名称を常葉大学へ改称した。10学部19学科を擁する静岡県内最大の私立大学である。
常葉大学の常葉は、万葉集にある聖武天皇の御製「橘は 実さへ花さへ その葉さへ 枝に霜ふれど いや常葉の樹」に因んでいる。

### 建学の精神
「より高きを目指して～Learning for Life～」
常に青々とした葉を繁らせ、純白な花を咲かせて黄金の実を結ぶ橘こそ、常葉の象徴。
美しい心を持ち、より高い目標に向かってチャレンジし、学び続ける姿勢こそ、常葉の精神。

## 沿革

### 略歴
歴史学者、教育者で旧制静岡高等学校教授であった木宮泰彦が1946年に静岡浅間神社北回廊を仮校舎として創立した静岡女子高等学院を源流とする。1980年に常葉学園大学（とこはがくえんだいがく）として開学。
2013年、浜松大学・富士常葉大学との統合により、常葉大学と改称した。

### 年表
- 1946年（昭和21年）6月 - 木宮泰彦が静岡浅間神社北回廊を仮校舎として静岡女子高等学院を創立。
- 1980年（昭和55年）1月8日 - 常葉学園大学が開学[2][注釈 1]。教育学部初等教育課程を開設[1]
- 1984年（昭和59年）4月 - 外国語学部英米語学科、スペイン語学科を開設。
- 1996年（平成8年）4月 - 大学院が開学、国際言語文化研究科英米言語文化専攻、国際教育専攻を開設。常葉学園浜松大学大学院が開学、経営学研究科経営学専攻開設。
- 1998年（平成10年）4月 - 教育学部に生涯学習学科（昼夜開講制）を開設。
- 2001年（平成13年）4月 - 浜松大学経営情報学部に情報ネットワーク学科を開設。
- 2002年（平成14年）4月 - 造形学部造形学科を開設。
- 2004年（平成16年）4月 - 教育学部に心理教育学科を、外国語学部にスペイン語学科を改組しグローバルコミュニケーション学科を開設。
- 2008年（平成20年）4月 - 大学院に初等教育高度実践研究科初等教育高度実践専攻を開設。
- 2013年（平成25年）4月 - 浜松大学、富士常葉大学を常葉学園大学に統合し、名称を常葉大学に変更。法学部法律学科、健康科学部看護学科、静岡理学療法学科を開設。
- 2018年（平成30年）4月 - 静岡草薙キャンパス開校。富士キャンパス閉鎖。常葉大学リハビリテーション病院が付随事業として認可。
- 2019年（平成31年）3月 - 常葉大学留学生別科を廃止。
- 2025年（令和7年）4月 - 健康プロデュース学部でスポーツ健康科学科に心身マネジメント学科から、保育健康学科にこども健康学科から名称変更予定。

## 基礎データ

### 所在地
- 静岡瀬名キャンパス（静岡県静岡市葵区瀬名一丁目22番1号）
- 静岡水落キャンパス（静岡県静岡市葵区水落町1番30号）
- 静岡草薙キャンパス（静岡県静岡市駿河区弥生町6番1号）
- 浜松キャンパス（静岡県浜松市浜名区都田町1230）

### 象徴
タチバナの木のつねに青々とした葉を象徴としている。

## 教育および研究

### 組織

#### 学部
- 教育学部
  - 学校教育課程
    - 国語専攻
    - 社会専攻
    - 数学専攻
    - 理科専攻
    - 音楽専攻

  - 生涯学習学科
    - 生涯学習専攻
    - 生涯スポーツ専攻

  - 心理教育学科
    - 教育カウセリング専攻
    - 心理発達専攻
- 外国語学部
  - 英米語学科
  - グローバルコミュニケーション学科
- 造形学部
  - 造形学科
    - アート表現コース
    - ビジュアルデザインコース
    - デジタル表現デザインコース
    - 環境デザインコース
- 法学部
  - 法律学科
- 健康科学部
  - 看護学科
  - 静岡理学療法学科
- 健康プロデュース学部
  - 健康栄養学科
  - こども健康学科　（2025年度から保育健康学科に名称変更予定）
  - 心身マネジメント学科　（2025年度からスポーツ健康科学科に名称変更予定）
  - 健康鍼灸学科
  - 健康柔道整復学科
- 保健医療学部
  - 理学療法学科
  - 作業療法学科
- 経営学部
  - 経営学科
- 社会環境学部
  - 社会環境学科
- 保育学部
  - 保育学科

#### 別科
- 留学生別科

#### 大学院
- 国際言語文化研究科
  - 英米言語文化専攻（修士課程）
  - 国際教育専攻（修士課程）
- 初等教育高度実践研究科
  - 初等教育高度実践専攻（専門職学位課程）
- 健康科学研究科
  - 健康栄養科学専攻（修士課程）
  - 臨床心理学専攻（修士課程）
- 環境防災研究科
  - 環境防災専攻（修士課程）

#### 短期大学部
- 常葉大学短期大学部
  - 日本語日本文学科
  - 保育科
  - 音楽科

#### 附属機関
- 附属図書館
  - 静岡瀬名図書館
  - 静岡水落図書館
  - 静岡草薙図書館
  - 浜松図書館
- 学生支援機関
  - キャリアサポートセンター
  - 教職支援センター
  - 外国語学習支援センター
  - 学生生活支援センター
  - 基礎教育センター
- とこは鍼灸接骨院
- 臨床心理教育実践センター
- 総合研究所
- 社会災害研究センター
- 地域法政策研究・実践センター
- 社会貢献・ボランティアセンター「HUVOC」
- 常葉リハビリテーション病院

## 大学関係者と組織

### 大学関係者一覧
- 常葉大学の人物一覧

## 施設

### キャンパス

#### 静岡瀬名キャンパス
- 使用学部：造形学部、短期大学部（音楽科）
- 交通アクセス：しずてつジャストライン「西奈中学・常葉大学静岡瀬名キャンパス入口」停留所から徒歩約5分

#### 静岡水落キャンパス
- 使用学部：法学部、健康科学部
- 使用研究科：なし

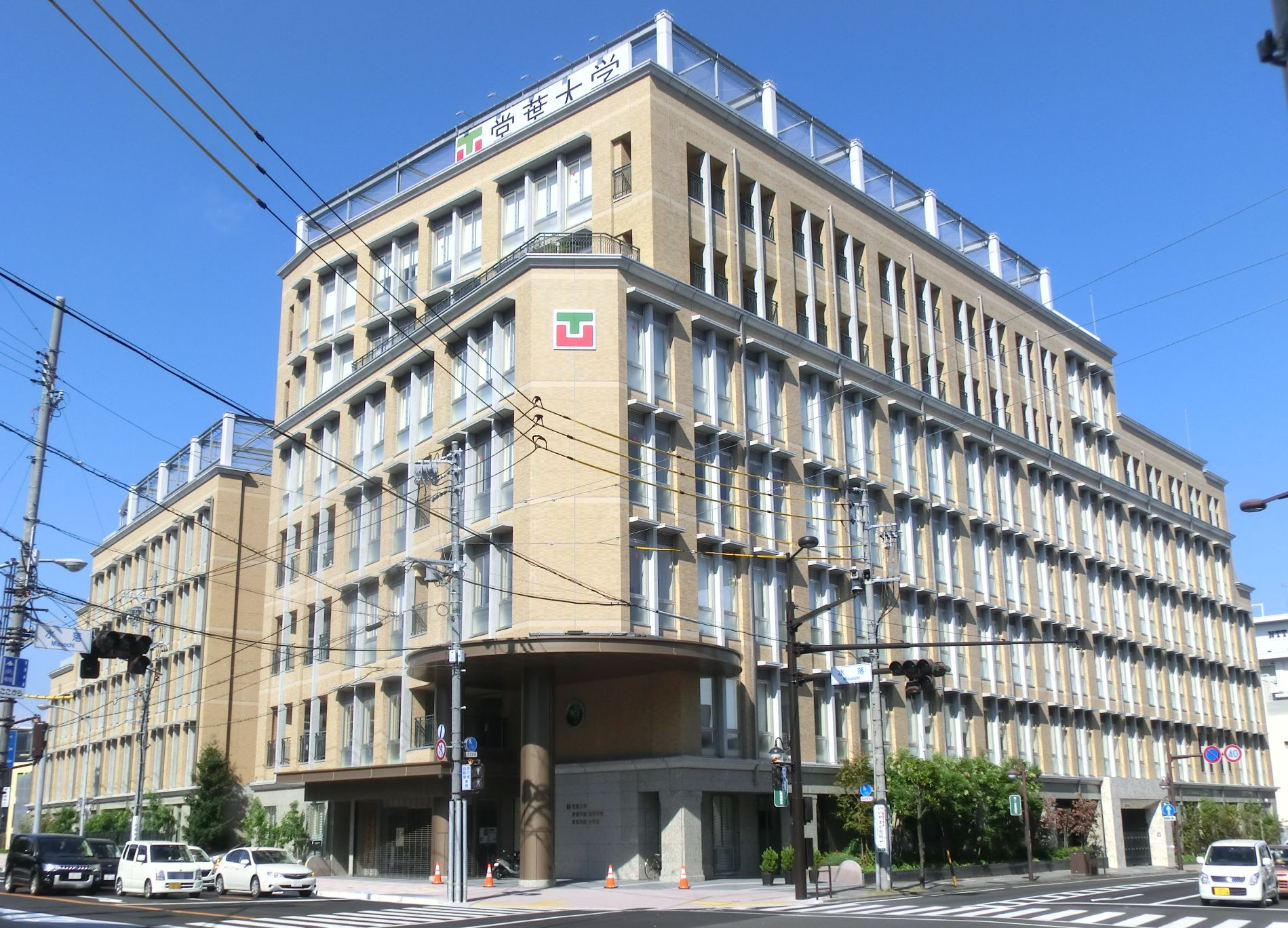
静岡水落キャンパス

- 交通アクセス：JR東海東海道新幹線・東海道線静岡駅から徒歩約15分、静岡鉄道静岡清水線新静岡駅から徒歩10分、しずてつジャストライン「水落町もくせい会館入口常葉大学静岡水落キャンパス前」停留所から徒歩1分

常葉大学附属常葉中学校・高等学校の校地に、老朽化した同校校舎建て替えに合せて2013年に整備された。静岡駅から徒歩15分の静岡市の中心地に新設された。

#### 静岡草薙キャンパス

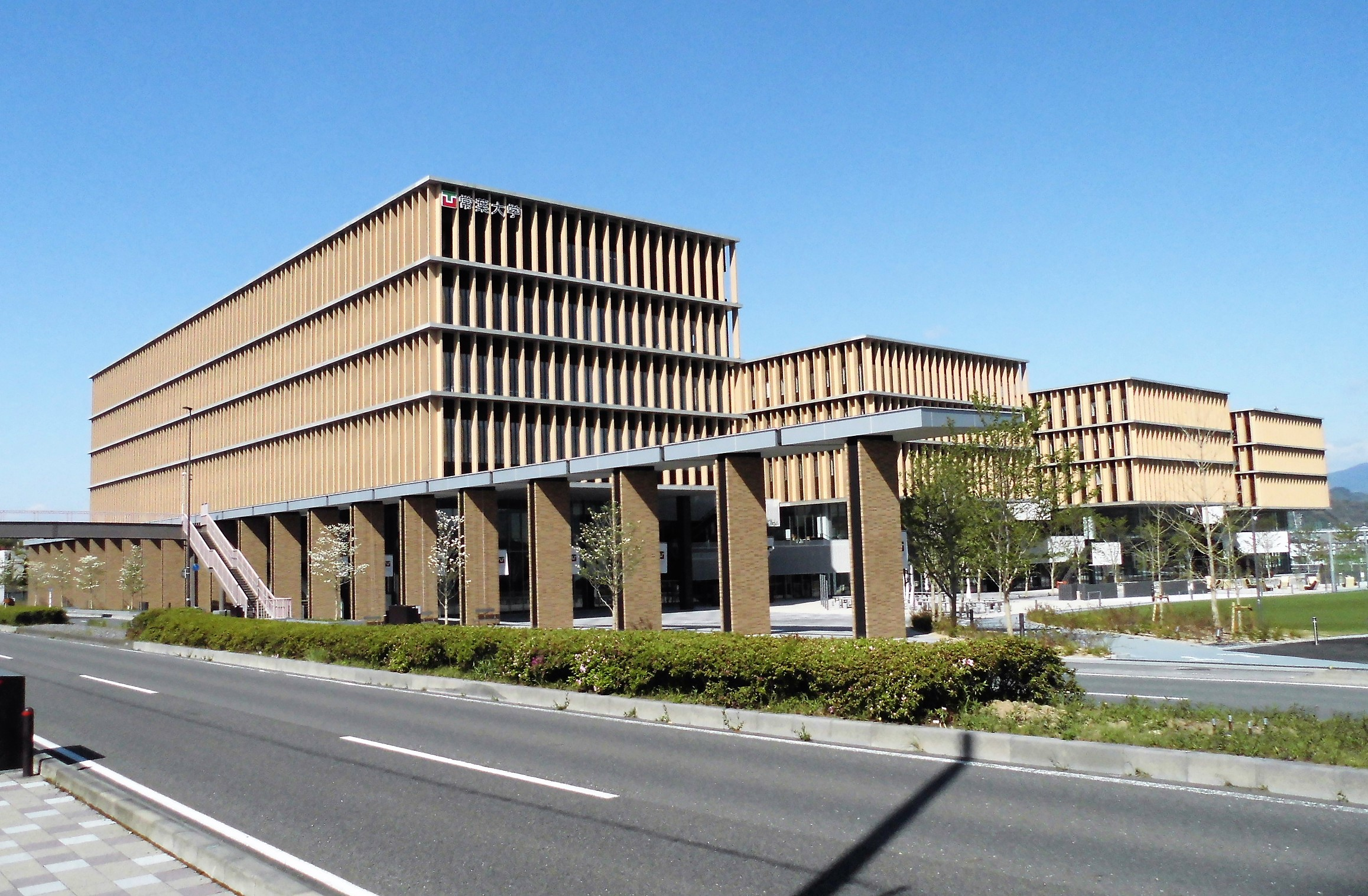
静岡草薙キャンパス

- 使用学部：教育学部、外国語学部、経営学部、社会環境学部、保育学部、短期大学部（日本語日本文学科、保育科）
- 使用研究科：大学院国際言語文化研究科、初等教育高度実践研究科、環境防災研究科
- 交通アクセス：JR東海道線草薙駅北口から徒歩4分、しずてつジャストライン「草薙東」停留所下車すぐ

ポーラ化成工業静岡工場（袋井工場への統合により閉鎖）の跡地（敷地面積約4万3000平方メートル）に、2018年4月13日に竣工、同月16日より使用開始。

#### 浜松キャンパス

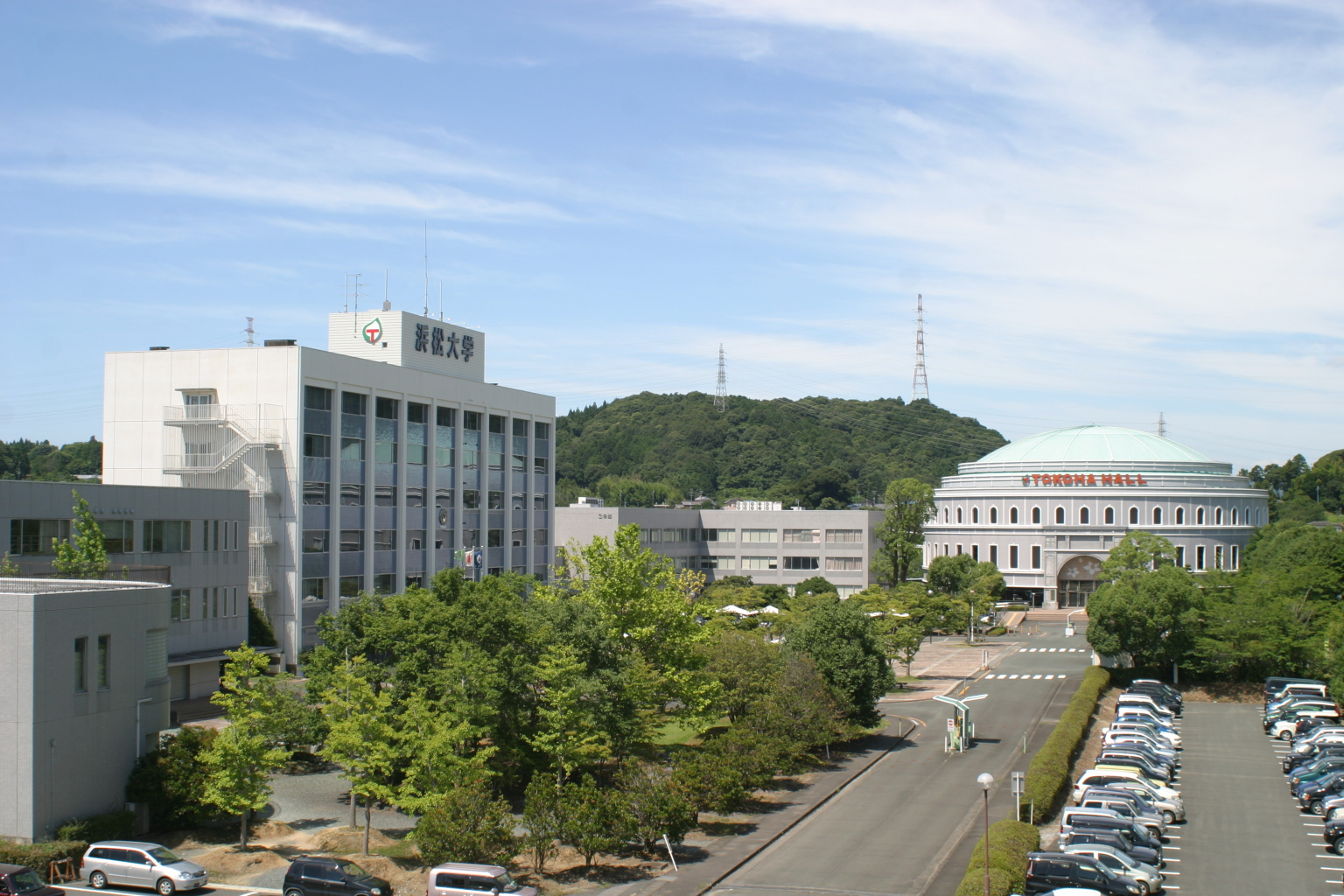
浜松キャンパス

- 使用学部：経営学部、健康プロデュース学部、保健医療学部
- 使用研究科：健康科学研究科
- 交通アクセス：天竜浜名湖鉄道天竜浜名湖線常葉大学前駅から徒歩約7分、遠鉄バス「常葉大学正門」停留所から徒歩2分、浜松市内循環のスクールバス。

旧・浜松大学のキャンパスにあたる。なお、浜松キャンパスについては浜松市中央区の旧浜松市立高砂小学校への移転が検討されており、2025年1月に用地取得が完了した。

### 過去に存在したキャンパス

#### 富士キャンパス
- 使用学部：経営学部、社会環境学部、保育学部
- 使用研究科：環境防災研究科

旧・富士常葉大学のキャンパスであり、富士市総合運動公園の一角に位置した。校舎は1990年（平成2年）に常葉学園短期大学が開学した当初からの1号館、2000年（平成12年）四年制大学に改組された時に新設された2号館、2005年（平成17年）保育学部設置に向けて建設された3号館が存在した。
2018年（平成30年）3月、静岡草薙キャンパスに学部、研究科を移転し廃止。跡地として2020年（令和2年）9月に複合型スポーツ施設「エスプラット フジスパーク」をオープンした。

## 対外関係

### 他大学との協定
- 大学ネットワーク静岡

## 附属学校
- 常葉大学附属常葉中学校・高等学校
- 常葉大学附属橘中学校・高等学校
- 常葉大学附属菊川中学校・高等学校
- 常葉大学教育学部附属橘小学校
- 常葉大学附属とこは幼稚園
- 常葉大学附属たちばな幼稚園